# Világrekordok listája úszásban
A világrekordok listája úszásban az úszásban eddig elért legjobb eredményeket tartalmazza. A rekordokat a Nemzetközi Úszószövetség (FINA) hitelesíti. A nagyobb, 50 méteres és a rövid, 25 méteres pályán is lehet világrekordot úszni.

## Versenyszámok
A FINA a következő versenyszámokban tartja nyilván a világrekordokat.
- Gyorsúszás: 50 m, 100 m, 200 m, 400 m, 800 m, 1500 m
- Hátúszás: 50 m, 100 m, 200 m
- Mellúszás: 50 m, 100 m, 200 m
- Pillangóúszás: 50 m, 100 m, 200 m
- Vegyesúszás: 100 m (csak 25 m-es pálya), 200 m, 400 m
- Váltók: 4×50 m-es gyorsúszás (csak 25 m-es pálya), 4×100 m-es gyorsúszás, 4×200 m-es gyorsúszás, 4×50 m-es vegyesúszás (csak 25 m-es pálya), 4×100 m-es vegyesúszás
- Vegyes váltók: 4×50 m-es gyorsúszás (csak 25 m-es pálya), 4×50 m-es vegyesúszás (csak 25 m-es pálya), 4×100 m-es gyorsúszás (csak 50 m-es pálya), 4×100 m-es vegyesúszás (csak 50 m-es pálya)

## 50 m-es pálya

### Férfi
| Versenyszám             | Idő      | Név                                                                                                   | Nemzet           | Dátum               | Helyszín, esemény           |
| ----------------------- | -------- | --- | ---------------- | ------------------- | --------------------------- |
| 50 m-es gyorsúszás      | 20,91    | César Cielo Filho                                                                                     | Brazília         | 2009. december 18.  | São Paulo, Brazil bajnokság |
| 100 m-es gyorsúszás     | 46,40    | Pan Zhanle                                                                                            | Kína             | 2024. július 31.    | Párizs, olimpiai játékok    |
| 200 m-es gyorsúszás     | 1:42,00  | Paul Biedermann                                                                                       | Németország      | 2009. július 28.    | Róma, világbajnokság        |
| 400 m-es gyorsúszás     | 3:40,07  | Paul Biedermann                                                                                       | Németország      | 2009. július 26.    | Róma, világbajnokság        |
| 800 m-es gyorsúszás     | 7:32,12  | Csang Lin                                                                                             | Kína             | 2009. július 29.    | Róma, világbajnokság        |
| 1500 m-es gyorsúszás    | 14:30,67 | Bobby Finke                                                                                           | Egyesült Államok | 2024. augusztus 4.  | Párizs, olimpiai játékok    |
| 50 m-es hátúszás        | 23,55    | Kliment Kolesnikov                                                                                    | Oroszország      | 2023. július 27.    | Kazany, Oroszország         |
| 100 m-es hátúszás       | 51,60    | Thomas Ceccon                                                                                         | Olaszország      | 2022. június 20.    | Budapest, világbajnokság    |
| 200 m-es hátúszás       | 1:51,92  | Aaron Peirsol                                                                                         | Egyesült Államok | 2009. július 31.    | Róma, világbajnokság        |
| 50 m-es mellúszás       | 25,95    | Adam Peaty                                                                                            | Nagy-Britannia   | 2017. július 25.    | Budapest, világbajnokság    |
| 100 m-es mellúszás      | 56,88    | Adam Peaty                                                                                            | Nagy-Britannia   | 2019. július 21.    | Kvangdzsu, világbajnokság   |
| 200 m-es mellúszás      | 2:05,48  | Qin Haiyang                                                                                           | Kína             | 2023. július 28.    | Fukuoka, világbajnokság     |
| 50 m-es pillangóúszás   | 22,27    | Andrij Hovorov                                                                                        | Ukrajna          | 2018. július 1.     | Róma Sette Colli Trophy     |
| 100 m-es pillangóúszás  | 49,45    | Caeleb Dressel                                                                                        | Egyesült Államok | 2021. július 31.    | Tokió, olimpiai játékok     |
| 200 m-es pillangóúszás  | 1:50,34  | Milák Kristóf                                                                                         | Magyarország     | 2022. június 21.    | Budapest, világbajnokság    |
| 200 m-es vegyesúszás    | 1:52,69  | Léon Marchand                                                                                         | Franciaország    | 2025. július 30.    | Szingapúr, világbajnokság   |
| 400 m-es vegyesúszás    | 4:02,50  | Léon Marchand                                                                                         | Franciaország    | 2023. július 23.    | Fukuoka, világbajnokság     |
| 4 × 100 m-es gyorsváltó | 3:08,24  | - Michael Phelps (47,51) - Garrett Weber-Gale (47,02) - Cullen Jones (47,65) - Jason Lezak (46,06)    | Egyesült Államok | 2008. augusztus 11. | Peking, olimpiai játékok    |
| 4 × 200 m-es gyorsváltó | 6:58,55  | - Michael Phelps (1:44,49) - Ricky Berens (1:44,13) - David Walters (1:45,47) - Ryan Lochte (1:44,46) | Egyesült Államok | 2009. július 31.    | Róma, világbajnokság        |
| 4×100 m-es vegyes váltó | 3:26,78  | - Ryan Murphy (52,31) - Michael Andrew (58,49) - Caeleb Dressel (49,03) - Zach Apple (46,95)          | Egyesült Államok | 2021. augusztus 1.  | Tokió, olimpiai játékok     |

### Női
| Versenyszám               | Idő      | Név | Nemzet           | Dátum              | Helyszín, esemény                            |
| ------------------------- | -------- | --- | ---------------- | ------------------ | -------------------------------------------- |
| 50 m-es gyorsúszás        | 23,61    | Sarah Sjöström                                                                                                  | Svédország       | 2023. július 29.   | Fukuoka, világbajnokság                      |
| 100 m-es gyorsúszás       | 51,71    | Sarah Sjöström                                                                                                  | Svédország       | 2017. július 23.   | Budapest, világbajnokság                     |
| 200 m-es gyorsúszás       | 1:52,23  | Ariarne Titmus                                                                                                  | Ausztrália       | 2024. június 12.   | Brisbane, 2024-es ausztrál olimpiai válogató |
| 400 m-es gyorsúszás       | 3:54,18  | Summer McIntosh                                                                                                 | Kanada           | 2025. június 7.    | Victoria, kanadai bajnokság                  |
| 800 m-es gyorsúszás       | 8:04,12  | Katie Ledecky                                                                                                   | Egyesült Államok | 2025. május 3.     | Fort Lauderdale, TYR Pro Swim Series         |
| 1500 m-es gyorsúszás      | 15:20,48 | Katie Ledecky                                                                                                   | Egyesült Államok | 2018. május 16.    | Indianapolis, TYR Pro Swim Series            |
| 50 m-es hátúszás          | 26,86    | Kaylee McKeown                                                                                                  | Ausztrália       | 2023. október 20.  | Budapest, Úszó Világkupa                     |
| 100 m-es hátúszás         | 57,13    | Regan Smith | Egyesült Államok | 2024. június 18.   | Indianapolis, amerikai olimpiai válogató     |
| 200 m-es hátúszás         | 2:03,14  | Kaylee McKeown                                                                                                  | Egyesült Államok | 2023. március 10.  | Sydney, új-dél-walesi bajnokság              |
| 50 m-es mellúszás         | 29,16    | Rūta Meilutytė                                                                                                  | Litvánia         | 2023. július 30.   | Fukuoka, világbajnokság                      |
| 100 m-es mellúszás        | 1:04,13  | Lilly King | Egyesült Államok | 2017. július 25.   | Budapest, világbajnokság                     |
| 200 m-es mellúszás        | 2:17,55  | Jevgenyija Csikunova                                                                                            | Oroszország      | 2023. április 21.  | Kazany, orosz bajnokság                      |
| 50 m-es pillangóúszás     | 24,43    | Sarah Sjöström                                                                                                  | Svédország       | 2014. július 5.    | Borås, svéd bajnokság                        |
| 100 m-es pillangóúszás    | 54,60    | Gretchen Walsh                                                                                                  | Egyesült Államok | 2025. május 3.     | Fort Lauderdale, TYR Pro Swim Series         |
| 200 m-es pillangóúszás    | 2:01,81  | Liu Zige | Kína             | 2009. október 21.  | Csinan, Kínai nemzeti játékok                |
| 200 m-es vegyesúszás      | 2:05,70  | Summer McIntosh                                                                                                 | Kanada           | 2025. június 9.    | Victoria, kanadai bajnokság                  |
| 400 m-es vegyesúszás      | 4:23,65  | Summer McIntosh                                                                                                 | Kanada           | 2025. június 11.   | Victoria, kanadai bajnokság                  |
| 4 × 100 m-es gyorsváltó   | 3:27,96  | - Mollie O'Callaghan (52,08) - Shayna Jack (51,69) - Meg Harris (52,29) - Emma McKeon (51,90)                   | Ausztrália       | 2023. július 23.   | Fukuoka, világbajnokság                      |
| 4 × 200 m-es gyorsváltó   | 7:37,50  | - Mollie O′Callaghan (1:53,66) - Shayna Jack (1:55,63) - Brianna Throssell (1:55,80) - Ariarne Titmus (1:52,41) | Ausztrália       | 2023. július 27.   | Fukuoka, világbajnokság                      |
| 4 × 100 m-es vegyes váltó | 3:49,34  | - Regan Smith (57.57) Kate Douglass (1:04.27) Gretchen Walsh (54.98) Torri Huske (52.52)                        | Egyesült Államok | 2025. augusztus 3. | Szingapúr, világbajnokság                    |

### Vegyes
| Versenyszám               | Idő     | Név                                                                                         | Nemzet           | Dátum              | Helyszín, esemény         |
| ------------------------- | ------- | ------------------------------------------------------------------------------------------- | ---------------- | ------------------ | ------------------------- |
| 4 × 100 m-es gyorsváltó   | 3:18,48 | - Jack Alexy (46.91) - Patrick Sammon (46.70) - Kate Douglass (52.43) - Torri Huske (52.44) | Egyesült Államok | 2025. augusztus 2. | Szingapúr, világbajnokság |
| 4 × 100 m-es vegyes váltó | 3:37,43 | - Ryan Murphy (52,08) - Nic Fink (58,29) - Gretchen Walsh (55,18) - Torri Huske (51,88)     | Egyesült Államok | 2024. augusztus 3. | Párizs, olimpiai játékok  |

## 25 m-es pálya

### Férfi
| Versenyszám               | Idő      |    | Név | Nemzet           | Dátum               | Helyszín, esemény          |
| ------------------------- | -------- | -- | --- | ---------------- | ------------------- | -------------------------- |
| 50 m-es gyorsúszás        | 19.90    | sf | Jordan Crooks                                                                                           | Kajmán-szigetek  | 2024. december 14.  | Budapest, világbajnokság   |
| 100 m-es gyorsúszás       | 44,84    |    | Kyle Chalmers                                                                                           | Ausztrália       | 2021. október 29.   | Kazany, világkupa          |
| 200 m-es gyorsúszás       | 1:38,61  |    | Luke Hobson                                                                                             | USA              | 2024. december 15.  | Budapest, világbajnokság   |
| 400 m-es gyorsúszás       | 3:32,25  |    | Yannick Agnel                                                                                           | Franciaország    | 2012. november 15.  | Angers, Francia bajnokság  |
| 800 m-es gyorsúszás       | 7:20,46  |    | Daniel Wiffen                                                                                           | Írország         | 2023. december 10.  | Otopeni, Európa-bajnokság  |
| 1500 m-es gyorsúszás      | 14:06,88 |    | Florian Wellbrock                                                                                       | Németország      | 2021. december 21.  | Abu-Dzabi, világbajnokság  |
| 50 m-es hátúszás          | 22,11    |    | Kliment Kolesznyikov                                                                                    | Oroszország      | 2022. november 23.  | Kazany, Orosz bajnokság    |
| 100 m-es hátúszás         | 48,33    |    | Coleman Stewart                                                                                         | Egyesült Államok | 2021. augusztus 29. | Nápoly, úszóliga           |
| 200 m-es hátúszás         | 1:45,63  |    | Mitch Larkin                                                                                            | Ausztrália       | 2015. november 27.  | Sydney, Ausztrál bajnokság |
| 50 m-es mellúszás         | 24,95    |    | Emre Sakçı                                                                                              | Törökország      | 2021. december 27.  | Gaziantep, török bajnokság |
| 100 m-es mellúszás        | 55,28    |    | Ilya Shymanovich                                                                                        | Fehéroroszország | 2021. november 26.  | Eindhoven, úszóliga        |
| 200 m-es mellúszás        | 2:00,16  |    | Kirill Prigoda                                                                                          | Oroszország      | 2018. december 13.  | Hangcsou, világbajnokság   |
| 50 m-es pillangóúszás     | 21,32    |    | Noe Ponti                                                                                               | Svájc            | 2024. december 11.  | Budapest , világbajnokság  |
| 100 m-es pillangóúszás    | 47,71    |    | Noe Ponti                                                                                               | Svájc            | 2024. december 14.  | Budapest , világbajnokság  |
| 200 m-es pillangóúszás    | 1:46,85  |    | Tomoru Honda                                                                                            | Japán            | 2022. október 22.   | Tokió, Japán bajnokság     |
| 100 m-es vegyesúszás      | 49,28    |    | Caeleb Dressel                                                                                          | Egyesült Államok | 2021. november 22.  | Budapest, úszóliga         |
| 200 m-es vegyesúszás      | 1:48,88  |    | Léon Marchand                                                                                           | Franciaország    | 2024. november 11.  | Szingapúr, világkupa       |
| 400 m-es vegyesúszás      | 3:54,81  |    | Daiya Seto                                                                                              | Japán            | 2019. december 20.  | Las Vegas, úszóliga        |
| 4 × 50 m-es gyorsváltó    | 1:21,80  |    | - Caeleb Dressel (20,43) - Ryan Held (20,25) - Jack Conger (20,59) - Michael Chadwick (20,53)           | Egyesült Államok | 2018. december 14.  | Hangcsou, világbajnokság   |
| 4 × 100 m-es gyorsváltó   | 3:01,66  |    | - Jack Alexy (45.05) - Luke Hobson (45.18) - Kieran Smith (46.01) - Chris Guiliano (45.42)              | Egyesült Államok | 2024. december 10.  | Budapest, világbajnokság   |
| 4 × 200 m-es gyorsváltó   | 6:40,51  |    | - Luke Hobson (1:38.91) - Carson Foster (1:40.77) - Shaine Casas (1:40.34) - Kieran Smith (1:40.49)     | Egyesült Államok | 2024. december 13.  | Budapest, világbajnokság   |
| 4 × 50 m-es vegyes váltó  | 1:29,72  |    | - Lorenzo Mora (22,65) - Nicolò Martinenghi (24,95) - Matteo Rivolta (21,60) - Leonardo Deplano (20,52) | Olaszország      | 2022. december 17.  | Melbourne, világbajnokság  |
| 4 × 100 m-es vegyes váltó | 3:18,68  |    | - Miron Lifintsev (49.31) Kirill Prigoda (55.15) Andrei Minakov (48.80) Egor Kornev (45.42)             | Oroszország      | 2024. december 15.  | Budapest, világbajnokság   |

### Női
Egyesült Államok
 
Világbajnokság
Budapest
Magyarország

| Versenyszám               | Idő      | Név                                                                                                   | Nemzet           | Dátum               | Helyszín, esemény            |
| ------------------------- | -------- | --- | ---------------- | ------------------- | ---------------------------- |
| 50 m-es gyorsúszás        | 22,83    | Gretchen Walsh                                                                                        | Egyesült Államok | 2024. december 15.  | Budapest, világbajnokság     |
| 100 m-es gyorsúszás       | 50,25    | Cate Campbell                                                                                         | Ausztrália       | 2017. október 26.   | Adelaide, Ausztrál bajnokság |
| 200 m-es gyorsúszás       | 1:50,31  | Siobhán Haughey                                                                                       | Hongkong         | 2021. december 16.  | Abu-Dzabi, világbajnokság    |
| 400 m-es gyorsúszás       | 3:50,25  | Summer McIntosh                                                                                       | Kanada           | 2024. december 10.  | Budapest, Magyarország       |
| 800 m-es gyorsúszás       | 7:57,42  | Katie Ledecky                                                                                         | Egyesült Államok | 2022. november 5.   | Indianapolis, világkupa      |
| 1500 m-es gyorsúszás      | 15:08,24 | Katie Ledecky                                                                                         | Egyesült Államok | 2022. október 29.   | Toronto, világkupa           |
| 50 m-es hátúszás          | 25,23    | Regan Smith                                                                                           | Egyesült Államok | 2024. december 13.  | Budapest, Magyarország       |
| 100 m-es hátúszás         | 54,02    | Regan Smith                                                                                           | Egyesült Államok | 2024. december 15.  | Budapest, Magyarország       |
| 200 m-es hátúszás         | 1:58,04  | Regan Smith                                                                                           | Egyesült Államok | 2024. december 15.  | Budapest, Magyarország       |
| 50 m-es mellúszás         | 28,37    | Rūta Meilutytė                                                                                        | Litvánia         | 2022. december 17.  | Melbourne, világbajnokság    |
| 100 m-es mellúszás        | =1:02,36 | Rūta Meilutytė                                                                                        | Litvánia         | 2013. október 12.   | Moszkva, világkupa           |
| 100 m-es mellúszás        | =1:02,36 | Alia Atkinson                                                                                         | Jamaica          | 2014. december 6.   | Doha, világbajnokság         |
| 100 m-es mellúszás        | =1:02,36 | Alia Atkinson                                                                                         | Jamaica          | 2016. augusztus 16. | Chartres, világkupa          |
| 200 m-es mellúszás        | 2:12,50  | Kate Douglass                                                                                         | Egyesült Államok | 2024. december 13.  | Budapest, Magyarország       |
| 50 m-es pillangóúszás     | 23,94 sf | Gretchen Walsh                                                                                        | Egyesült Államok | 2024. december 10.  | Budapest, világbajnokság     |
| 100 m-es pillangóúszás    | 52,71    | Gretchen Walsh                                                                                        | Egyesült Államok | 2024. december 14.  | Budapest, világbajnokság     |
| 200 m-es pillangóúszás    | 1:59,32  | Summer McIntosh                                                                                       | Kanada           | 2024. december 12.  | Budapest, világbajnokság     |
| 100 m-es vegyesúszás      | 55,98    | Gretchen Walsh                                                                                        | Egyesült Államok | 2024. október 18.   | Charlottesville              |
| 200 m-es vegyesúszás      | 2:01.63  | Kate Douglass                                                                                         | Egyesült Államok | 2014. december 10.  | Budapest, Világbajnokság     |
| 400 m-es vegyesúszás      | 4:15,48  | Summer McIntosh                                                                                       | Kanada           | 2024. december 14.  | Budapest, Világbajnokság     |
| 4 × 50 m-es gyorsváltó    | 1:32,50  | - Ranomi Kromowidjojo (23,05) - Maaike de Waard (23,16) - Kim Busch (23,47) - Femke Heemskerk (22,82) | Hollandia        | 2020. december 12.  | Eindhoven, Wouda-kupa        |
| 4 × 100 m-es gyorsváltó   | 3:25,01  | - Kate Douglass (50.95) - Katharine Berkoff (51.38) - Alex Shackell (52.01) - Gretchen Walsh (50.67)  | Egyesült Államok | 2024. december 10.  | Budapest, világbajnokság     |
| 4 × 200 m-es gyorsváltó   | 7:30,13  | - Alex Walsh (1:53,25) - Paige Madden (1:53.18) - Katie Grimes (1:53.39) - Claire Weinstein (1:50.31) | Egyesült Államok | 2024. december 12.  | Budapest, világbajnokság     |
| 4 × 50 m-es vegyes váltó  | 1:42,35  | - Mollie O'Callaghan (25,49) - Chelsea Hodges (29,11) - Emma Mckeon (24,43) - Madison Wilson (23,32)  | Ausztrália       | 2022. december 17.  | Melbourne, világbajnokság    |
| 4 × 100 m-es vegyes váltó | 3:40,41  | - Regan Smith (54.02) - Lilly King (1:03.02) - Gretchen Walsh (52.84) - Kate Douglass (50.53)         | Egyesült Államok | 2024. december 15.  | Budapest, világbajnokság     |

### Vegyes
| Versenyszám               | Idő     | Név | Nemzet           | Dátum              | Helyszín, esemény         |
| ------------------------- | ------- | --- | ---------------- | ------------------ | ------------------------- |
| 4 × 50 m-es gyorsváltó    | 1:27,33 | - Maxime Grousset (20,92) - Florent Manaudou (20,26) - Béryl Gastaldello (23,00) - Mélanie Henique (23,15) | Franciaország    | 2022. december 16. | Melbourne, világbajnokság |
| 4 × 50 m-es vegyes váltó  | 1:35,15 | - Ryan Murphy (22,37) - Nic Fink (24,96) - Kate Douglass (24,09) - Torri Huske (23,73)                     | Egyesült Államok | 2022. december 14. | Melbourne, világbajnokság |
| 4 × 100 m-es vegyes váltó | 3:30,47 | - Miron Lifincev (48,90) Kirill Prigoda (54,86) Arina Szurkova (55,63) Daria Klepikova (51,08)             | Oroszország      | 2024. december 14. | Budapest, világbajnokság  |